# Amauronematus freyja
Amauronematus freyja är en stekelart som beskrevs av Liston, Taeger och Blank in Blank et al. 2009. Amauronematus freyja ingår i släktet Amauronematus, och familjen bladsteklar. Arten är reproducerande i Sverige.